# Mantova Calcio a 5 2020-2021
La voce raccoglie i dati riguardanti il Mantova Calcio a 5, squadra di calcio a 5 militante in serie A, nelle competizioni ufficiali del 2020-2021.

## Trasferimenti

### Sessione estiva
| Bogdan Gumeniuk  | Hellas Verona (fine prestito) |
| Juha Savolainen  | Crnica Sebenico               |
| Marc Solosi      | Saints Milano                 |
| Ante Daničić     | Square Dubrovnik              |
| Blago Gašpar     | Square Dubrovnik              |
| Strahinja Petrov | Stella Rossa                  |
| Marco Belloni    | CUS Ancona                    |
| Marko Kuraja     | Square Dubrovnik              |
| Luka Šuton       | Vrgorac                       |
| Mirko Hrkać      | Square Dubrovnik              |
| Andrea Ganzetti  | Manfredonia                   |

| Alessandro Fontaniello    |                  |
| Lucas Prado               |                  |
| Enrico Ricordi            | Meta Catania     |
| Jukka Kytölä              | KaDy             |
| Bocão                     | Betis            |
| Léléco                    | Hellas Verona    |
| Loris Di Guida            | Atletico Nervesa |
| Parrel                    | Petrarca         |
| Mateus Garcia             | Cobà             |
| Dimas                     | Olimpus Roma     |
| Gabriel Rinaldin Bondaruk | Arzignano        |
| Vander Salas              | Roma             |
| Cabeça                    | Aniene           |
| Fábio Poletto             | Lido di Ostia    |

### Sessione invernale
| Leonardo Aleixo         | Halle-Gooik |
| Jeferson Fernando Titon | CDM Genova  |
| Lucas Baroni            | Tombesi     |
| Tiago De Bail           | Halle-Gooik |

| Marco Belloni | Pescara      |
| Marko Kuraja  | Meta Catania |
| Ante Daničić  | Sandro Abate |

## Prima squadra
| N° | Naz.                            | Ruolo | Sportivo                | Anno       |  |  |
| -- | ------------------------------- | ----- | ----------------------- | ---------- |  |  |
| 1  | Finlandia (bandiera)            | POR   | Juha Savolainen         | 16.09.1999 |  |  |
| 6  | Belgio (bandiera)               | LAT   | Leonardo Aleixo         | 24.01.1980 |  |  |
| 6  | Ucraina (bandiera)              | LAT   | Bogdan Gumeniuk         | 19.08.1999 |  |  |
| 7  | Croazia (bandiera)              | DIF   | Ante Daničić            | 26.10.1986 |  |  |
| 9  | Croazia (bandiera)              | PIV   | Luka Šuton              | 21.10.1994 |  |  |
| 10 | Italia (bandiera)               | LAT   | Marco Belloni           | 09.11.1988 |  |  |
| 10 | Brasile (bandiera)              | LAT   | Jeferson Fernando Titon | 16.02.1991 |  |  |
| 11 | Brasile (bandiera)              | LAT   | Lorenzo Bueno           | 16.09.1999 |  |  |
| 12 | Brasile (bandiera)              | LAT   | Lucas Baroni            | 23.06.1997 |  |  |
| 13 | Romania (bandiera)              | POR   | Marc Solosi             | 27.06.1994 |  |  |
| 15 | Bosnia ed Erzegovina (bandiera) | PIV   | Mirko Hrkać             | 07.07.1991 |  |  |
| 17 | Bosnia ed Erzegovina (bandiera) | DIF   | Blago Gašpar            | 17.06.1997 |  |  |
| 18 | Brasile (bandiera)              | LAT   | Leonardo Micheletto     | 10.09.1997 |  |  |
| 20 | Brasile (bandiera)              | LAT   | Tiago De Bail           | 05.05.1983 |  |  |
| 21 | Italia (bandiera)               | PIV   | Andrea Ganzetti         | 21.05.1992 |  |  |
| 23 | Serbia (bandiera)               | LAT   | Strahinja Petrov        | 14.12.1993 |  |  |
| 30 | Croazia (bandiera)              | LAT   | Marko Kuraja            | 27.02.1997 |  |  |

## Under-19
| N° | Naz.               | Ruolo | Sportivo          | Anno       |  |  |
| -- | ------------------ | ----- | ----------------- | ---------- |  |  |
| 12 | Italia (bandiera)  | POR   | Antonino Conti    | --.--.---- |  |  |
| 20 | Ucraina (bandiera) | LAT   | Olexandr Gumeniuk | 11.05.2002 |  |  |